# Jan Pieter Matthijs Beelaerts van Emmichoven
Jan Pieter Matthijs Beelaerts van Emmichoven (Arnhem, 27 mei 1910 – Den Haag, 1 september 1978) was een Nederlands burgemeester.
Hij werd geboren als zoon van Charles Corneille Beelaerts van Emmichoven (1871-1946) en Anna Hermanna Modderman (1876-1955). Hij was ambtenaar ter secretarie bij de gemeente Voorst voor hij in januari 1938 benoemd werd tot burgemeester van de Zeeuwse gemeente Zuidzande. In 1943 werd hij ontslagen maar in mei 1945 kon hij weer terugkeren. Ruim een jaar later volgde zijn benoeming tot burgemeester van Dubbeldam. In juli 1970 ging die gemeente op in Dordrecht waarmee zijn functie kwam te vervallen. Beelaerts van Emmichoven overleed in 1978 op 68-jarige leeftijd.